# Nikoloz Muscheliszwili
Nikoloz (Niko) Muscheliszwili (gruz. ნიკოლოზ ივანეს ძე მუსხელიშვილი, ros. Николай Иванович Мусхелишвили; ur. 16 lutego 1891 w Tyflisie, zm. 16 lipca 1976 w Tbilisi) – gruziński i radziecki matematyk. Jeden z założycieli i pierwszy prezes (1941/72) Akademii Nauk Gruzińskiej SRR (obecnie Akademii Nauk Gruzji), doktor nauk fizycznych i matematycznych (1934), profesor (1922).

## Życiorys
W 1914 roku ukończył studia na Uniwersytecie Petersburskim. W latach 1917–1920 Muscheliszwili był adiunktem tej uczelni, a od 1920 do 1922 – wykładowcą, od 1922 do 1976 – profesorem tytularnym TSU, od 1941 do 1972 – pierwszym prezesem Akademii Nauk Gruzińskiej Socjalistycznej Republiki Radzieckiej, w 1972–1976 – jej prezesem honorowym.
Od 1956 r. był członkiem Międzynarodowego Komitetu Kongresów Mechaniki Stosowanej, od 1960 r. członkiem Prezydium Międzynarodowego Stowarzyszenia Mechaniki Teoretycznej i Stosowanej. W 1960 r. został członkiem zagranicznym PAN. W 1969 roku otrzymał międzynarodową nagrodę „Modesto Panetti” na Akademii Nauk w Turynie (Włochy), w 1970 r. otrzymał Złoty Medal Słowackiej Akademii Nauk, w 1972 – Złoty Medal Łomonosowa. 
Był autorem wielu wybitnych prac naukowych z zakresu równań całek pojedynczych, fizyki matematycznej oraz teorii sprężystości itd.

## Odznaczenia
- Medal Sierp i Młot Bohatera Pracy Socjalistycznej (10 czerwca 1945)
- Order Lenina (sześciokrotnie, 22 maja 1941, 10 czerwca 1945, 19 września 1953, 16 lutego 1961, 2 kwietnia 1966 i 17 września 1975)
- Order Rewolucji Październikowej (20 lipca 1971)
- Order Czerwonego Sztandaru Pracy (4 listopada 1944)
- Medal „Za pracowniczą dzielność” (29 sierpnia 1960)
- Medal „Za obronę Kaukazu” (1944)
- Order Cyryla i Metodego I klasy (Ludowa Republika Bułgarii, 1970)

I inne.